# Joaquim Nabuco (Pernambuco)
Joaquim Nabuco es un municipio brasileño del estado de Pernambuco. El municipio está formado por el distrito sede y por los poblados de Usina Pumati, Arruado y Baixada da Areia. Tiene una población estimada en 2020 de 16.011 habitantes.

## Historia
Los primeros asentamientos en la región se dieron a través de los trabajadores de los ingenios Pumaty, Boa Vista y Cuiabá, que fueron construyendo sus palhoças (casas rurales de la época), casas y la capilla. Inicialmente el poblado se denominaba Preguiçam, esta denominación es atribuida a las embaúbas o "pau-de-preguiça" ("palo de preguiça") de la región. Sin embargo, hay registro de que el origen del nombre sería debido al día de la feria: el lunes, que era considerado el día de la preguiça. Las autoridades locales solicitaron el cambio de nombre para homenajear a Joaquim Nabuco.
El distrito fue creado el 9 de noviembre de 1892 y pertenecía al municipio de Palmares. Elevado a la categoría de municipio con la denominación de Joaquim Nabuco, por la ley provincial nº 1819, de 30 de diciembre de 1953, e instalado en 15 de mayo de 1954.